# Leptostylus gibbulosus
Leptostylus gibbulosus es una especie de escarabajo longicornio del género Leptostylus, categorizada en la tribu Acanthocinini, de la subfamilia Lamiinae. Fue descrita por Bates en 1874.

## Descripción
Mide 6,5-11 mm de longitud.

## Distribución
Se distribuye por Colombia, Costa Rica, Estados Unidos, Guatemala, Honduras, México, Nicaragua, Panamá y Venezuela.